# Arrieta (kommun)
Arrieta är en kommun i Spanien. Den ligger i Biscayaprovinsen i den autonoma regionen Baskien i norra delen av landet, 300 km norr om huvudstaden Madrid. Antalet invånare är 579 (2024). Arean är 14,62 kvadratkilometer.